# Princeton, Wisconsin
Princeton är en stad (city) i Green Lake County i Wisconsin i USA. Vid 2010 års folkräkning hade Princeton 1 214 invånare.